# Josef Majer
Josef Majer (ur. 8 czerwca 1925, zm. 14 października 2013) – piłkarz czeski grający na pozycji napastnika.

## Kariera klubowa
W swojej karierze piłkarskiej Majer grał w klubach TJ Gottwaldov i SK Kladno.

## Kariera reprezentacyjna
W 1954 roku Majer został powołany do reprezentacji Czechosłowacji na mistrzostwa świata w Szwajcarii. Na tym turnieju nie wystąpił w żadnym spotkaniu, a ostatecznie w kadrze narodowej nie zadebiutował.